# Кустшиці
Кустшиці (пол. Kustrzyce) — село в Польщі, у гміні Сендзейовиці Ласького повіту Лодзинського воєводства.
Населення — 179 осіб (2011).
У 1975-1998 роках село належало до Серадзького воєводства.

## Демографія
Демографічна структура станом на 31 березня 2011 року:
|          | Загалом | Допрацездатний вік | Працездатний вік | Постпрацездатний вік |
| -------- | ------- | ------------------ | ---------------- | -------------------- |
| Чоловіки | 91      | 19                 | 63               | 9                    |
| Жінки    | 88      | 18                 | 47               | 23                   |
| Разом    | 179     | 37                 | 110              | 32                   |